# Шевченко Віктор Леонідович
Шевченко Віктор Леонідович (* 4 грудня 1980) — український бізнесмен та народний депутат України 8-го скликання. Позафракційний, член політичної партії «Українське об'єднання патріотів — УКРОП».

## Життєпис
Народився 4 грудня 1980 року в Коломиї, що в Івано-Франківській області. 6 вересня 2016 року отримав мандат народного депутата України. Має вищу освіту, вивчав правознавство у Прикарпатському університеті ім. Василя Стефаника.
З 2015 по 2016 рік був депутатом Івано-Франківської обласної ради, очолював постійну комісії облради з питань розвитку промисловості, будівництва, архітектури дорожнього та житлово-комунального господарства.
Член Комітету Верховної Ради з питань економічної політики. Заступник керівника групи з міжпарламентських зв'язків з Демократичною Соціалістичною Республікою Шрі-Ланка, член групи з міжпарламентських зв'язків з Канадою.